# جمشید جعفرپور
جمشید جعفرپور متولد شهرستان لار نمایندهٔ دورهٔ نهم و دهم مجلس شورای اسلامی و رئیس کمیسیون فرهنگی مجلس شورای اسلامی از حوزه انتخابیه لارستان، خنج، گراش، اوز و جویم در استان فارس بوده‌است.